# Roodneusmeerkat
De roodneusmeerkat of roodoormeerkat (Cercopithecus erythrotis)  is een soort van het geslacht echte meerkatten (Cercopithecus). De wetenschappelijke naam van de soort werd voor het eerst geldig gepubliceerd door Waterhouse in 1838.

## Voorkomen
De soort komt voor in Zuidoost-Nigeria, Zuidwest-Kameroen en Equatoriaal Guinea.

## Ondersoorten
De soort heeft twee ondersoorten:
- Cercopithecus erythrotis erythrotis Waterhouse, 1838 – komt voor op het eiland Bioko.
- Cercopithecus erythrotis camerunensis Hayman, 1940 – komt voor in het zuidwesten van Kameroen en het zuidoosten van Nigeria.